# 圣但尼代皮
圣但尼德皮（法語：Saint-Denis-des-Puits，法語發音：[sɛ̃ dəni də pɥi]）是法国厄尔-卢瓦省的一个市镇，属于沙特尔区。

## 地理
圣但尼德皮（48°23'30"N, 1°10'37"E）面积13.53 平方千米，位于法国中央-卢瓦尔河谷大区厄尔-卢瓦省，该省份为法国北部内陆省份，北起顺时针与厄尔省、伊夫林省、埃松省、卢瓦雷省、卢瓦-谢尔省、萨尔特省和奧恩省接壤。
与圣但尼德皮接壤的市镇（或旧市镇、城区）包括：弗兰塞、勒蒂约兰、维勒邦、莱科尔韦-莱西斯。
圣但尼德皮的时区为UTC+01:00、UTC+02:00（夏令时）。

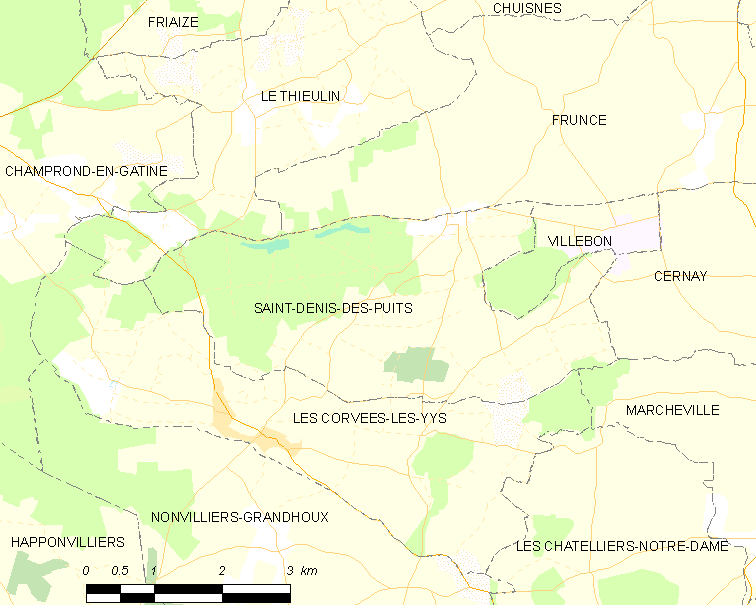
圣但尼德皮的OSM定位图

## 行政
圣但尼德皮的邮政编码为28240，INSEE市镇编码为28333。

## 政治
圣但尼德皮所属的省级选区为伊利耶孔布赖县。

## 人口

1962-2008年间圣但尼德皮人口变化图示

圣但尼德皮于2022年1月1日时的人口数量为150人。